# Caragobius rubristriatus
A Caragobius rubristriatus a csontos halak (Osteichthyes) főosztályának a sugarasúszójú halak (Actinopterygii) osztályába, ezen belül a sügéralakúak (Perciformes) rendjébe, a gébfélék (Gobiidae) családjába és az Amblyopinae alcsaládjába tartozó faj.

## Előfordulása
A Caragobius rubristriatus a Csendes-óceán nyugati részén, Ausztrália tenger partmenti vizeiben fordul elő.

## Életmódja
Trópusi gébféle, amely egyaránt megél a sós- és brakkvízben is. Fenéklakó halfaj.